# William Jackson Harper
William Jackson Harper, född 8 februari 1980 i Dallas, är en amerikansk skådespelare.
Harper har bland annat medverkat i TV-serierna The Good Place och En riktig man. Han har även medverkat i filmen Ant-Man and the Wasp: Quantumania.

## Filmografi (i urval)
- 2016–2020 – The Good Place (TV-serie)
- 2016 – Paterson
- 2019 – Midsommar
- 2019 – Dark Waters
- 2023 – Ant-Man and the Wasp: Quantumania
- 2024 – En riktig man (TV-serie)